# Prionostemma nevermanni
Prionostemma nevermanni is een hooiwagen uit de familie Sclerosomatidae.